# Langedijk
Langedijk est une commune néerlandaise, située dans la province de Hollande-Septentrionale, dans la région de Frise-Occidentale.

## Géographie
La commune s'étend sur 26,99 km2 dans le centre de la province, au nord d'Alkmaar, ville avec laquelle elle forme une seule agglomération. Elle est formée d'un centre-ville et des villages de Broek op Langedijk, Noord-Scharwoude, Oudkarspel, Sint Pancras, Zuid-Scharwoude et d'une partie de Koedijk.
|        | Schagen   |               |
| Bergen | Langedijk | Heerhugowaard |
|        | Alkmaar   |               |

## Histoire
La commune a été créée le 1er août 1941 par la fusion de Broek op Langedijk, Oudkarspel, Noord- et Zuid-Scharwoude. Le 1er janvier 1990, Sint Pancras est également rattaché à Langedijk.

## Démographie
Le 1er janvier 2018, la commune comptait 27 836 habitants.